# Trier-Kürenz
Kürenz ist einer der 19 Ortsbezirke der Stadt Trier in Rheinland-Pfalz.

## Geographie
Kürenz ist in die Stadtbezirke Alt-Kürenz und Neu-Kürenz gegliedert. Der Ortsbezirk befindet sich östlich der Innenstadt und erstreckt sich sowohl im Moseltal als auch im Avelertal bis zum hochgelegenen Petrisbergplateau über eine Fläche von 582,5 Hektar. Der Bezirk ist in den letzten Jahren durch die Erschließung des Petrisberges stark gewachsen und umfasst heute fast 10.000 Einwohner.

### Neu-Kürenz
Das Gebiet Neu-Kürenz erstreckt sich vom Avelsbacher Tal bis zum Petrisbergplateau mit der 1963 entstandenen Neubausiedlung Weidengraben. Es grenzt an das Gelände der Universität Trier, welche 1977 ihren neuen Standort in den Höhenstadtteilen bezog. Sie befindet sich bereits auf der Gemarkung des Stadtteils Trier-Tarforst.
2004 wurde ein Kreisverkehr in die Kohlenstraße integriert, um eine Anbindung der Landesgartenschau auf dem Petrisberg zu ermöglichen. Auf dem ehemaligen Gelände des französischen Militärs, wo die Landesgartenschau stattfand, entstand nach deren Ausstellungsschluss ein weiteres Neubaugebiet, das ebenfalls Petrisberg genannt wird.
Im Avelertal
Das Avelertal ist ein Flusstal (Avelsbach), welches in Alt-Kürenz in das Moseltal mündet. Es befindet sich zwischen dem Petrisbergplateau und dem Grüneberg, der seinen Namen von dem vorkommenden grünlichen Diabas hat.
Nur die südwestliche Seite (Petrisberg-Hang) der Straße ist auf voller Länge bebaut. Auf der gegenüberliegenden Seite befinden sich nur vereinzelte Gebäude. Die Straße wurde in den 1960er Jahren ausgebaut und ist eine Hauptverbindung zwischen der Trierer Innenstadt und den Höhenstadtteilen sowie den Umlandgemeinden.
Abzweigend führt der Kolonnenweg auf den Grüneberg zur Wehrtechnischen Dienststelle für landgebundene Fahrzeugsysteme, Pionier- und Truppentechnik (WTD 41) der Bundeswehr. Auf Höhe der Einmündung beginnt ein Rad- und Wanderweg, der sich von dort durch das ganze Avelertal bis nach Tarforst erstreckt.
Im Tal befindet sich außerdem das Gut Avelsbach, die auch die meisten der Weinberghänge im Avelertal besitzt.

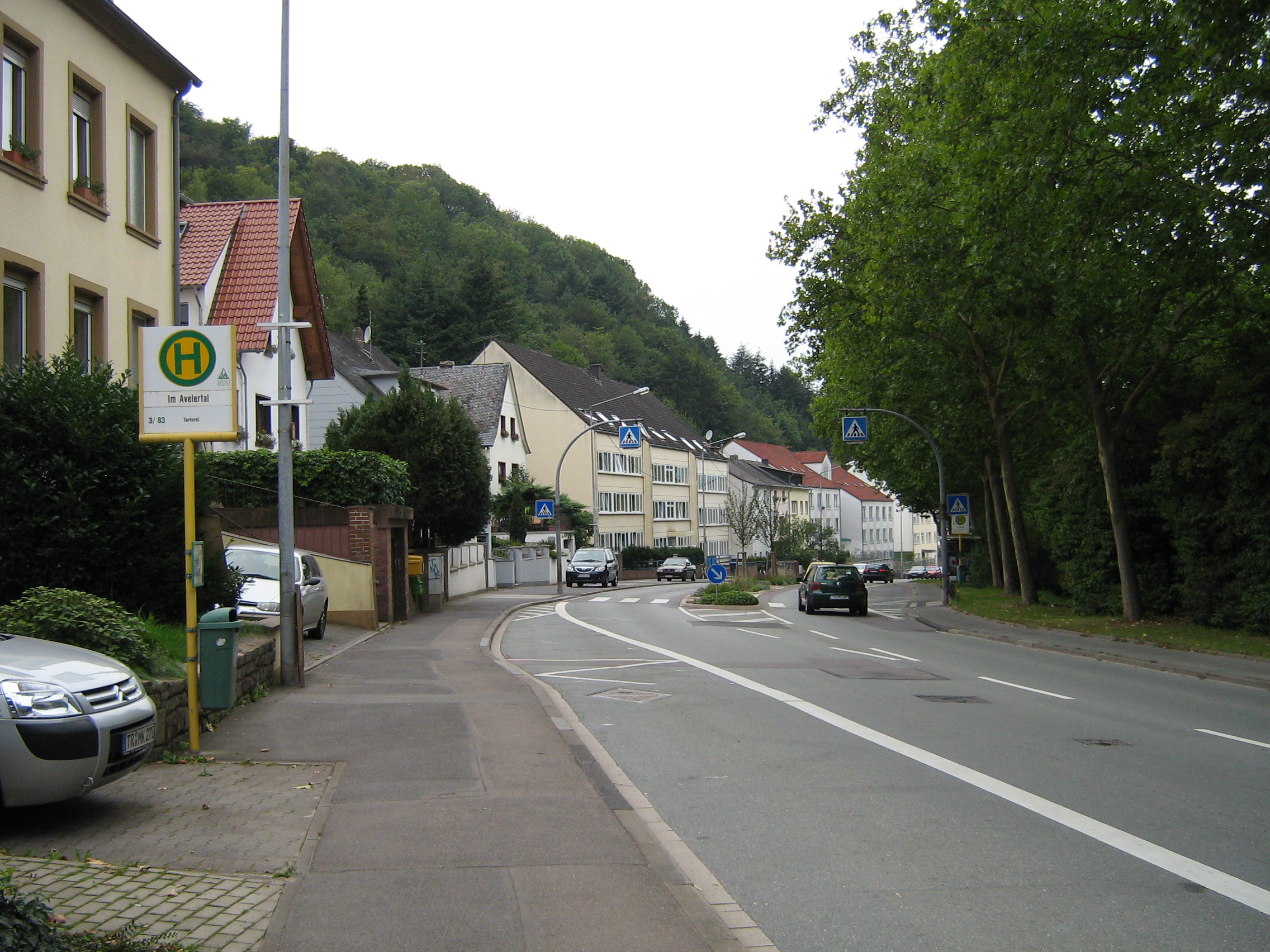
Die Straße Im Avelertal verbindet Alt- und Neu-Kürenz
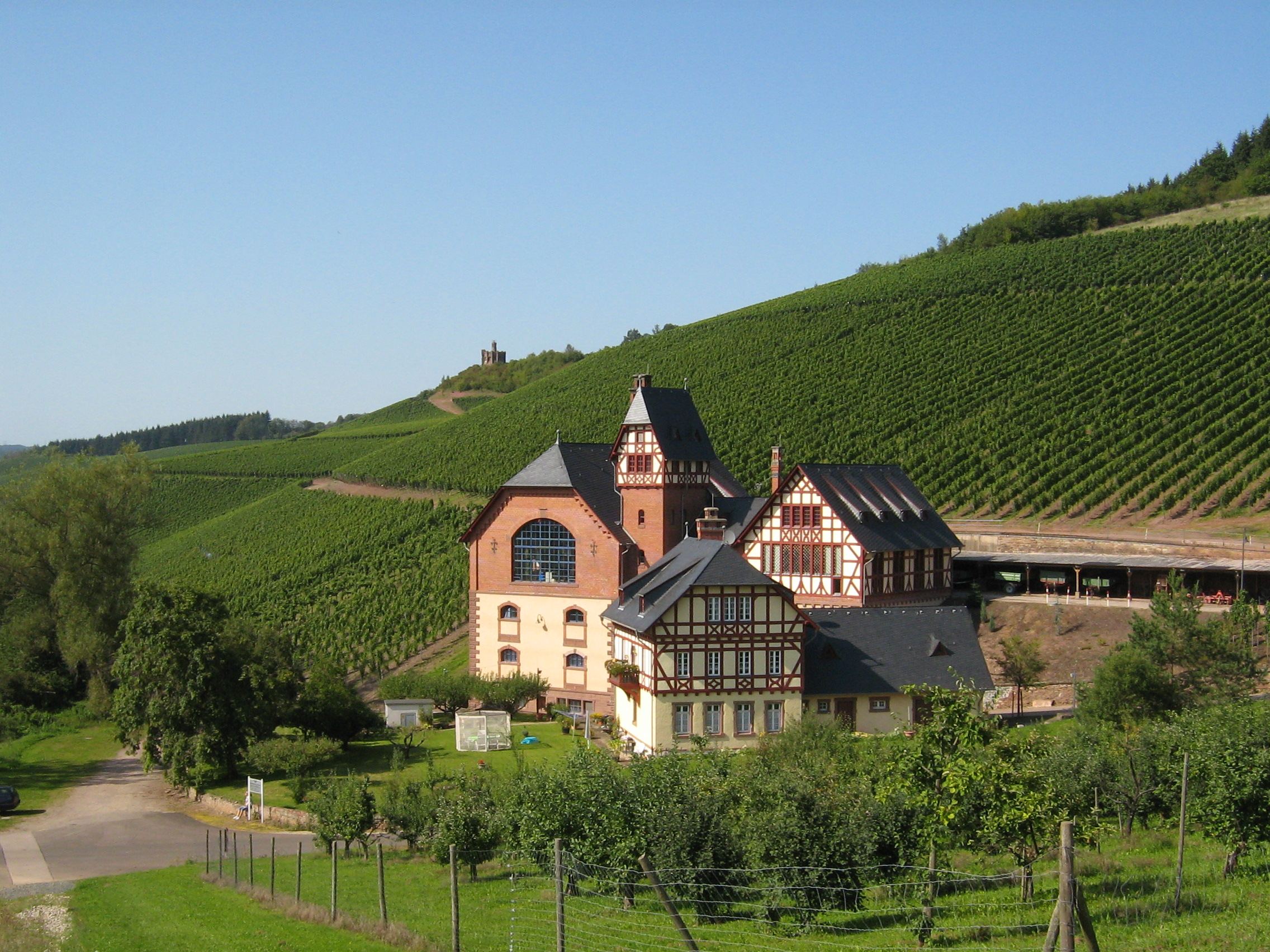
Die ehemalige Staatliche Weinbaudomäne im Avelertal

Weidengraben
Der Weidengraben ist eine Neubausiedlung aus den 1960er Jahren. Sie erstreckt sich entlang der Kohlenstraße und mündet an zwei Stellen in diese. Die Siedlung liegt auf einer Höhe von 260 Metern über NN auf einer Fläche von 800 × 250 Metern. Im Zentrum befinden sich die höchsten Gebäude (6 bis 13 Stockwerke), während der äußere Ring (außer an der Kohlenstraße) aus Einfamilienhäusern besteht. Die Bezeichnung „Weidengraben“ ist auf den ehemals sumpfigen Untergrund zurückzuführen, auf dem zahlreiche Weiden wuchsen.
Die Grundschule (Keune-Grundschule) wurde stufenweise ausgebaut, so dass sie heute Platz für 16 Klassen bietet. 1984 wurde eine moderne Turnhalle errichtet. Unterhalb der Turnhalle befindet sich ein Bolzplatz. Seit dem Schuljahr 2007/2008 ist die Keune-Grundschule nicht nur Schwerpunkt-, sondern auch Ganztagsschule.

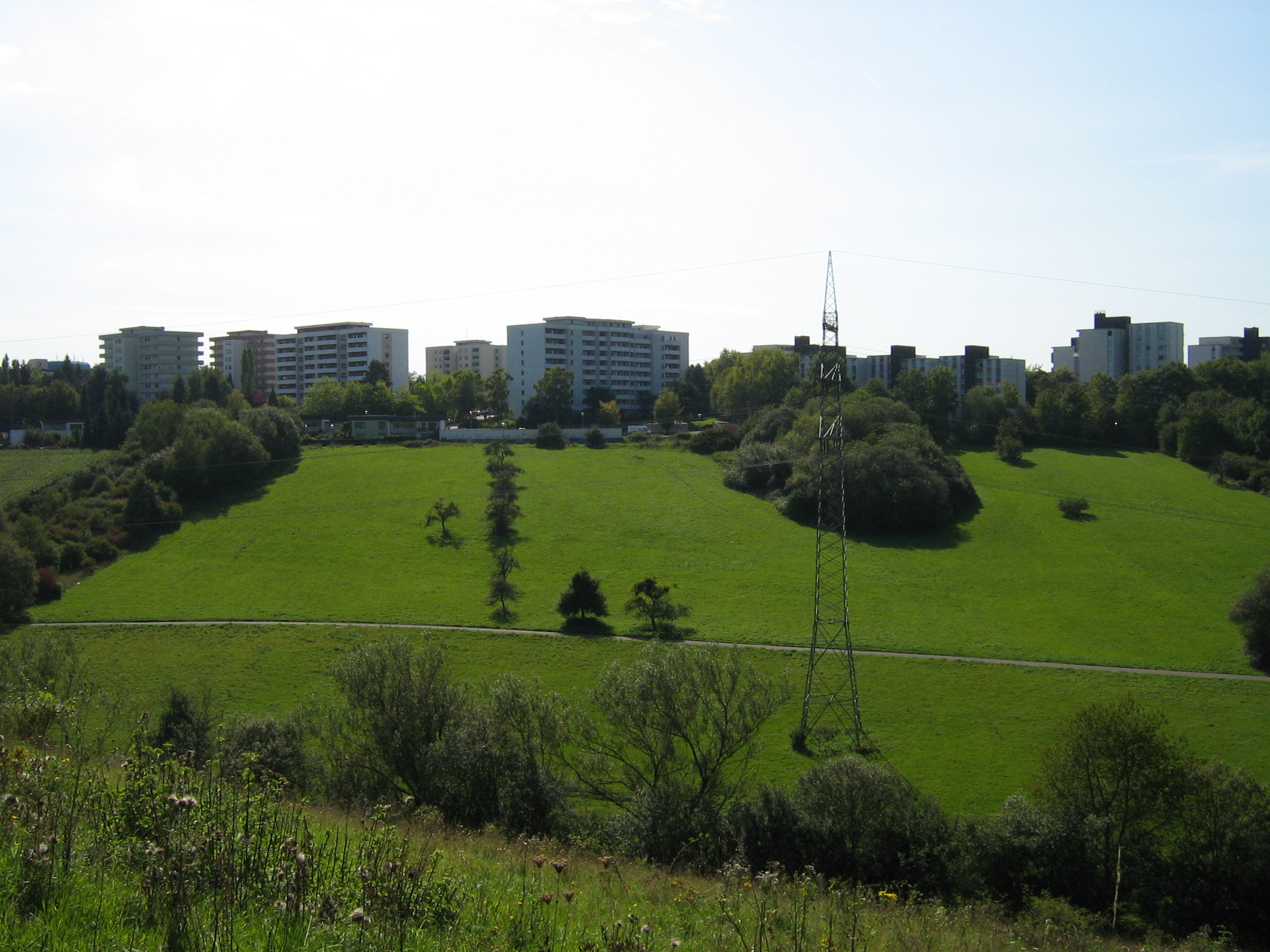
Wohngebiet Weidengraben (im Vordergrund das Avelertal)
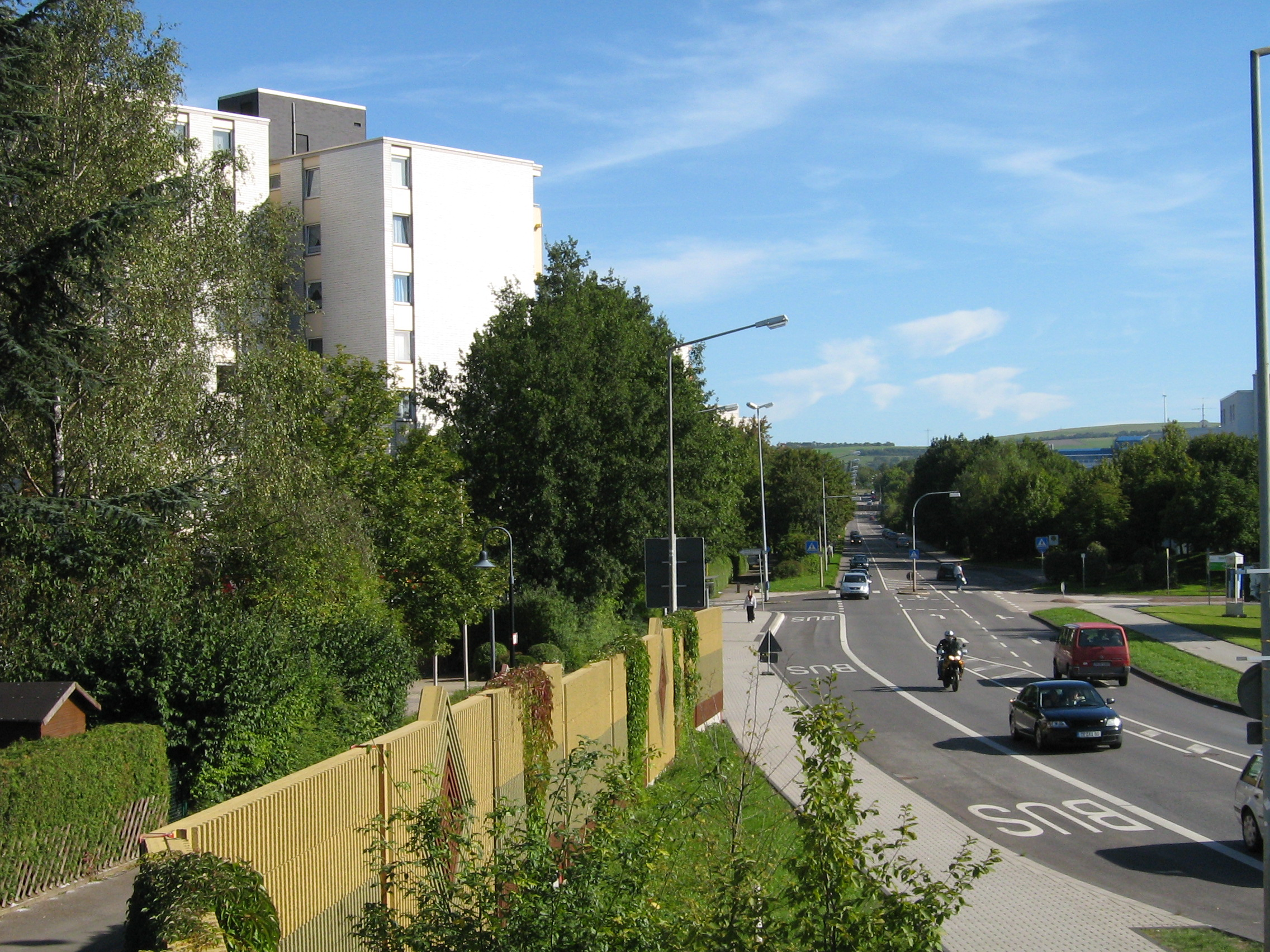
Die Kohlenstraße (L 144) Höhe Weidengraben

Wohngebiet Bonifatiusstraße / Am Birnbaum
Gleichzeitig mit der Errichtung des Wohngebietes Weidengraben wurde ein kleiner Teil im Nordwesten zur Bebauung mit Reihenhäusern genutzt. Die Ausnahme bildet ein 6-stöckiges Haus an der Ecke Kohlenstraße/Bonifatiusstraße.
Hohlengraben und Franzosenviertel / Burgunder Viertel
Der Hohlengraben befindet sich gegenüber dem Weidengraben an einem Hang des Petrisberges und ist ein altes Kasernenviertel für die französischen Garnisonen. Diese Kasernenhäuser werden auch heute noch bewohnt. In den 1960er Jahren entstanden dort auch zahlreiche Reihenhauswohnungen sowie einige Hochhäuser, die heute zumeist als Studentenwohnheime („Regenbogenviertel“ Pluwiger Straße) dienen.
Im Süden des Hohlengraben gibt es ein Gebiet mit Wohnhäusern, in denen die Angehörigen des französischen Militärs untergebracht waren (das sogenannte Franzosenviertel). Seit dem Abzug des französischen Militärs aus Trier 1999 stand ein Großteil der Wohnungen leer. Nach der Schließung der letzten französischen Garnison in Deutschland in Saarburg stand die Siedlung ab 2010 vollständig leer. Im gleichen Jahr gab der französische Staat das Gelände an Deutschland zurück. Danach wurde es an die Stadt Trier und die Bauentwicklungsgesellschaft EGP verkauft. Die Häuser verfielen in dieser Zeit. Inzwischen entsteht hier ein neues Wohnviertel unter dem Namen Burgunder Viertel. Hierzu wurde im Jahr 2020 der größte Teil der Bestandsgebäude abgerissen. Die Erschließung des Neubaugebietes soll im Laufe des Jahres 2023 beginnen. Vom alten Viertel erhalten blieben neben einzelnen Wohngebäuden der deutsch-französische Kindergarten. Auf dem Gelände der früheren Grundschule für Kinder der Soldaten entstanden ebenfalls Wohngebäude, die aber kein Teil des Projekts Burgunder Viertel sind.
Wohngebiet Petrisberg

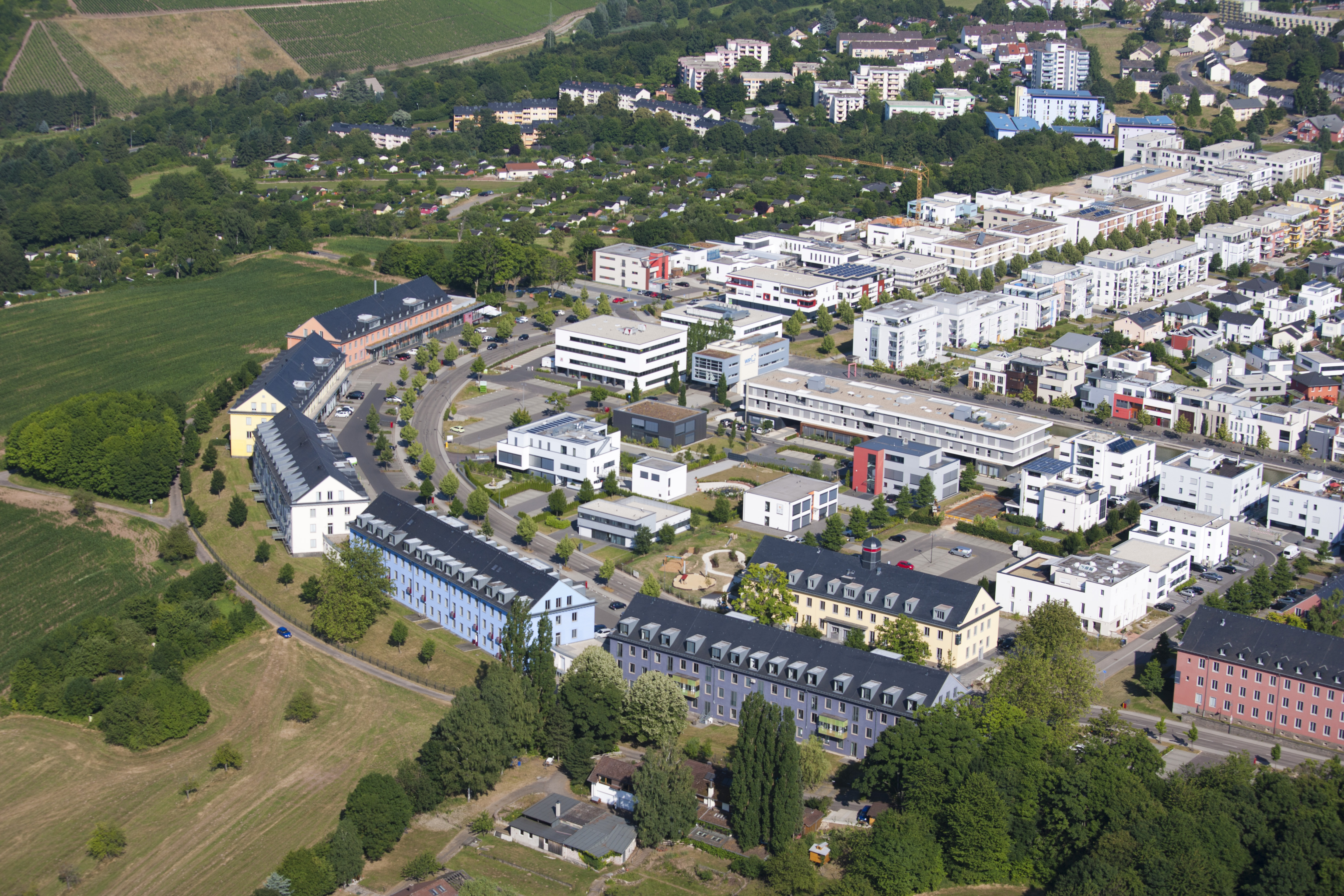
Petrisberg, im Vordergrund die Kronengebäude

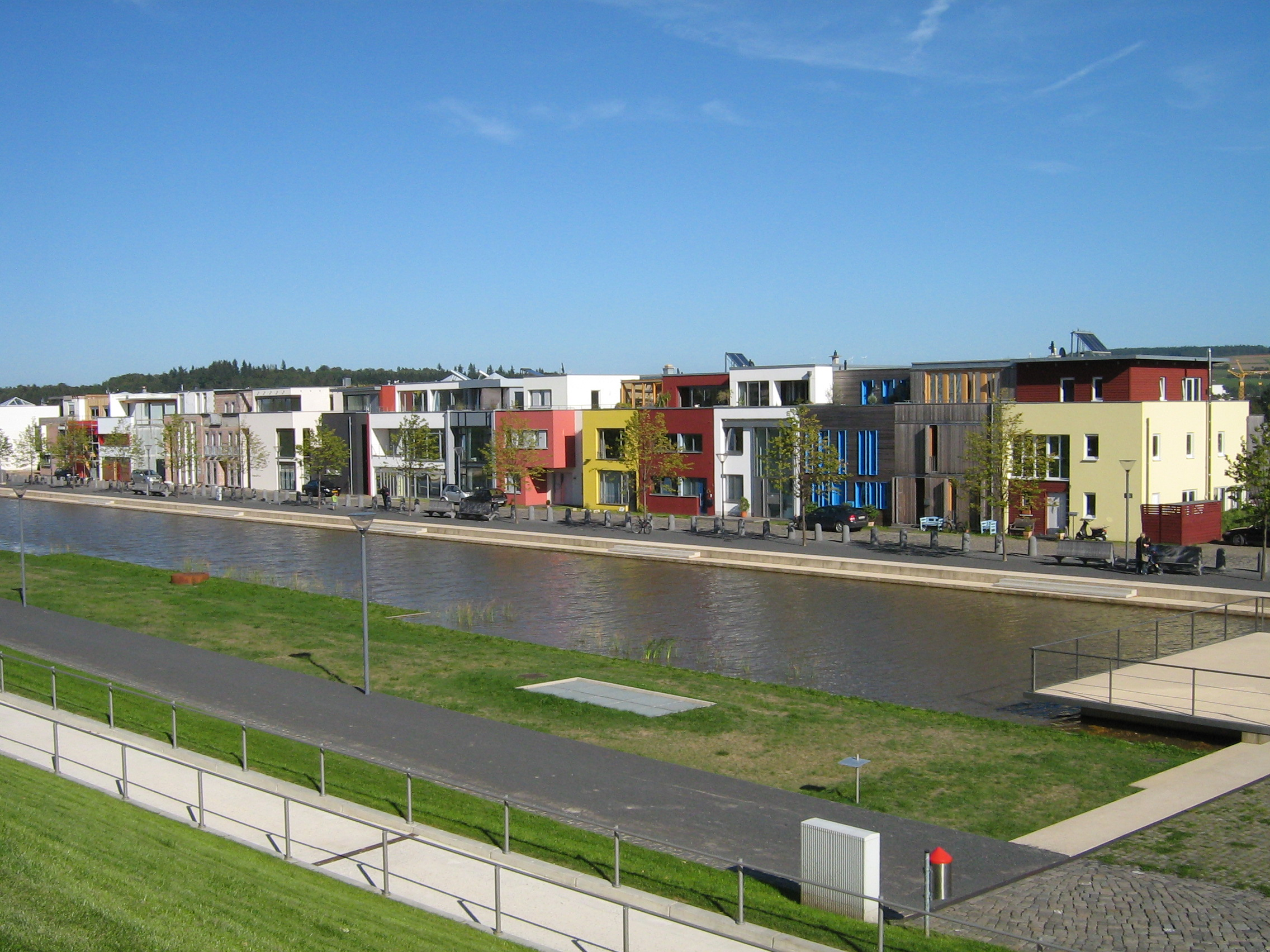
Häuserzeile am „Wasserband“ im Wohngebiet auf dem Petrisberg

Das Wohngebiet auf dem Petrisberg entstand im Zuge der Landesgartenschau (LGS) 2004. Die Landesgartenschau wurde zur Konversion einer ehemals deutschen und zuletzt französischen Kasernenanlage genutzt. Dabei blieben die Mannschaftsgebäude und einige Nebengebäude erhalten (sog. Kronengebäude, da sie die Krone des östlichen Petrisberges markieren). Sie wurden aufwändig umgebaut und beherbergen heute Büro- und Laborräume des sogenannten Wissenschaftspark Petrisberg (WIP). Erhalten wurde auch das französische Lazarett von 1960, das heute Teile der Universität beherbergt (Campus II, sog. Geocampus).
Der überwiegende Teil des Kasernengeländes wird heute als Wohngebiet genutzt. Es dominieren moderne Flachdachbauten. Dabei entstanden einige architektonisch interessante Wohngebäude. Die Trennung zwischen dem Wissenschaftspark WIP und dem Wohngebiet markiert ein 'Wasserband' genanntes Rückhaltebecken. Es wird ausschließlich aus Regenwasser gespeist, insbesondere von den Dachflächen der ehemaligen Kasernengebäude. Es dient somit der Regenwasserrückhaltung und stellt zusammen mit weiteren Retentions- und Versickerungsflächen einen Beitrag zum Hochwasserschutz dar. Entlang des Wasserbandes entstand eine Reihenhaussiedlung aus individuell geplanten Einfamilienhäusern auf der einen Seite und die Mediaboxen (unten arbeiten, oben wohnen) auf der anderen Seite des Wasserbandes.
Das Konzept auf dem Petrisberg mit dem Universitätsnahen Wissenschaftspark und dem kombinierten wohnen, arbeiten, leben ist ein einmaliges Projekt in der Region und zieht seit dem Umbau der Konversionsfläche immer mehr Unternehmen auf Triers Hausberg.
Das Wohngebiet ist nach einem modernen Prinzip geplant: Keines der Häuser hat den Zugang zur Hauptstraße, der Robert-Schuman-Allee, um die Lärmbelästigung durch Fahrzeuge zu minimieren. Alle Häuser liegen an Sackstraßen. Die Loft-Wohnblöcke liegen am Rand des Wohngebiets, zur Robert-Schuman-Allee hin.
Im Wohngebiet befinden sich als Überbleibsel der Landesgartenschau eine als 'Gärten der Partnerstädte' bezeichnete Gartenausstellung, in der die Trierer Partnerstädte und die Region Hunsrück-Mosel-Eifel sowie Luxemburg durch charakteristische Pflanzen und Gesteine symbolhaft dargestellt sind. Hier liegt auch Franzens Knüppchen, ein sagenhafter Hügel im Wald, der teilweise als Hexentanzplatz beschrieben wurde und dem Bauernführer Franz von Sickingen als Belagerungsplatz im 16. Jahrhundert gedient haben soll. Im Wohngebiet befindet sich auch ein alter Wasserturm aus dem Jahr 1957, der heute nicht mehr im Gebrauch ist. Er ist ein Beispiel für die aus der Raumfahrt inspirierte Architektur der 1950er Jahre.
Hier steht auch der Fernmeldeturm Trier-Petrisberg, der Trier mit Radio und Fernsehen versorgt.

## Geschichte
Vermutlich wurde im 9. Jahrhundert zum ersten Mal das heutige Gebiet durch Meiereien und Höfe bebaut. Der Name Kürenz leitet sich wahrscheinlich vom Begriff Curvada ab. 1227 wird der Stadtteil erstmals urkundlich erwähnt.
Der Ortsbezirk Kürenz wurde bereits 1930 von der Stadt Trier eingemeindet. Während des Zweiten Weltkrieges wurde der Rangierbahnhof Kürenz häufig bombardiert. Seit den 1960er Jahren wurden mehrere Neubausiedlungen, wie z. B. der Weidengraben und der Hohlengraben neu errichtet. Zwei Drittel der Bevölkerung von Trier-Kürenz leben heute in diesem Gebiet auf dem Petrisbergplateau.
Den historischen Ortskern von Alt-Kürenz bilden am unteren Ende des Avelertals die 1932/33 gebaute Pfarrkirche St. Bonifatius und das Kürenzer Schlösschen mit dazugehörigem Park. Bei dem Gebäude handelt es sich um einen Nebentrakt, das eigentliche „Schlösschen“ ist 1966 wegen Baufälligkeit abgerissen worden. Die zweigeschossige Villa hatte der Präfekt des ehemaligen Saardepartements, Alexandre François Bruneteau de Sainte Suzanne, 1810 errichten lassen.
Seit 1922 befindet sich in Kürenz das Kloster Bethanien der Benediktinerinnen vom Allerheiligsten Sakrament, die zuvor (seit 1854) im Trierer Gartenfeld ihren Standort hatten. Im Kürenzer Kloster wird eine Hostienbäckerei betrieben, zusätzlich betrieben die Schwestern bis vor wenigen Jahrzehnten eine ausgedehnte Landwirtschaft und bis 2016 eine Paramentenwerkstatt.

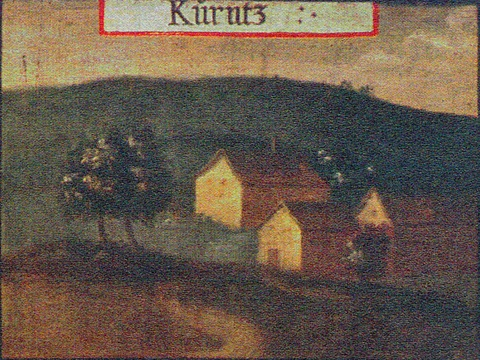
Abbildung von Kürenz auf dem Trierer Gerichtsbild von 1589
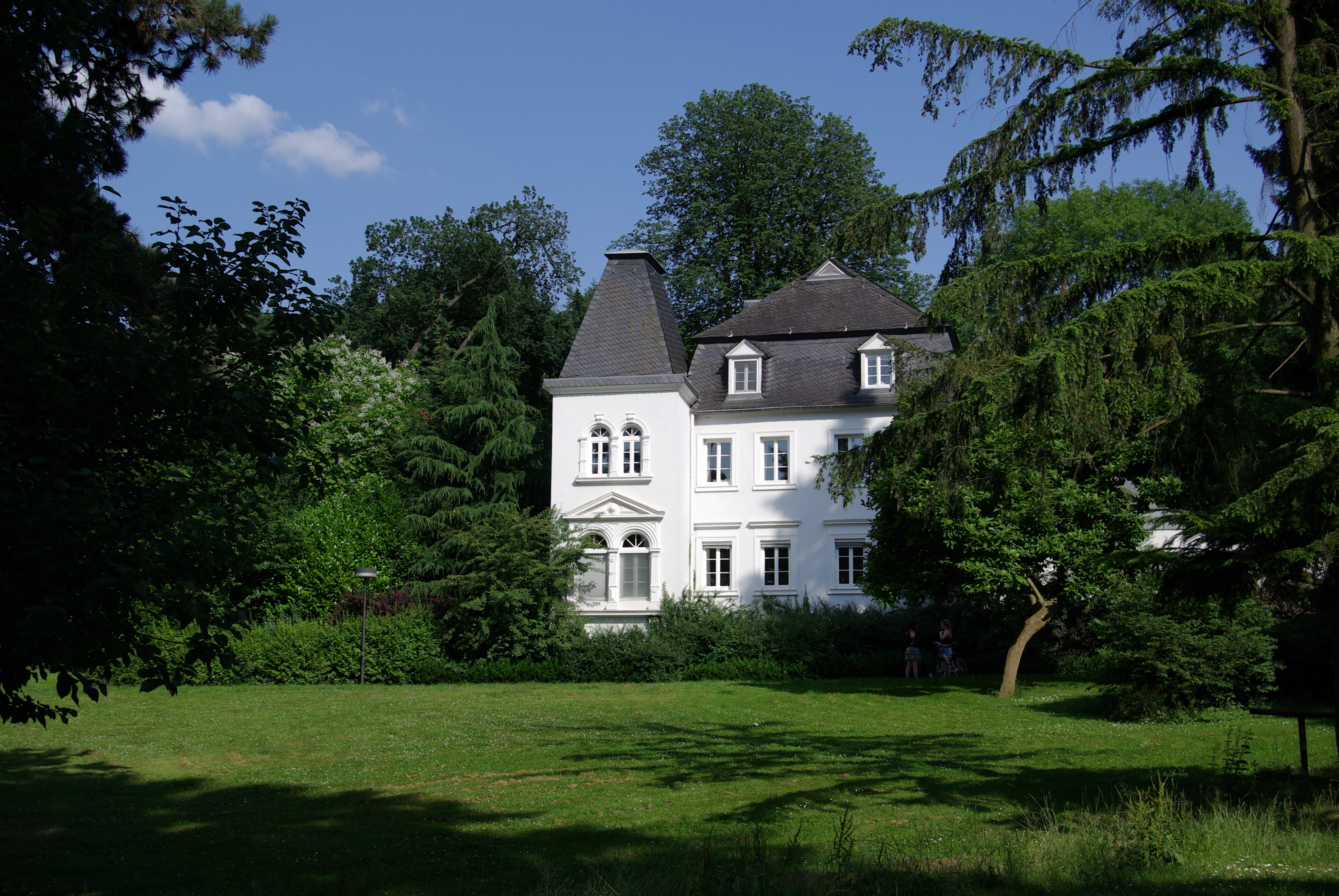
Das Kürenzer Schlösschen
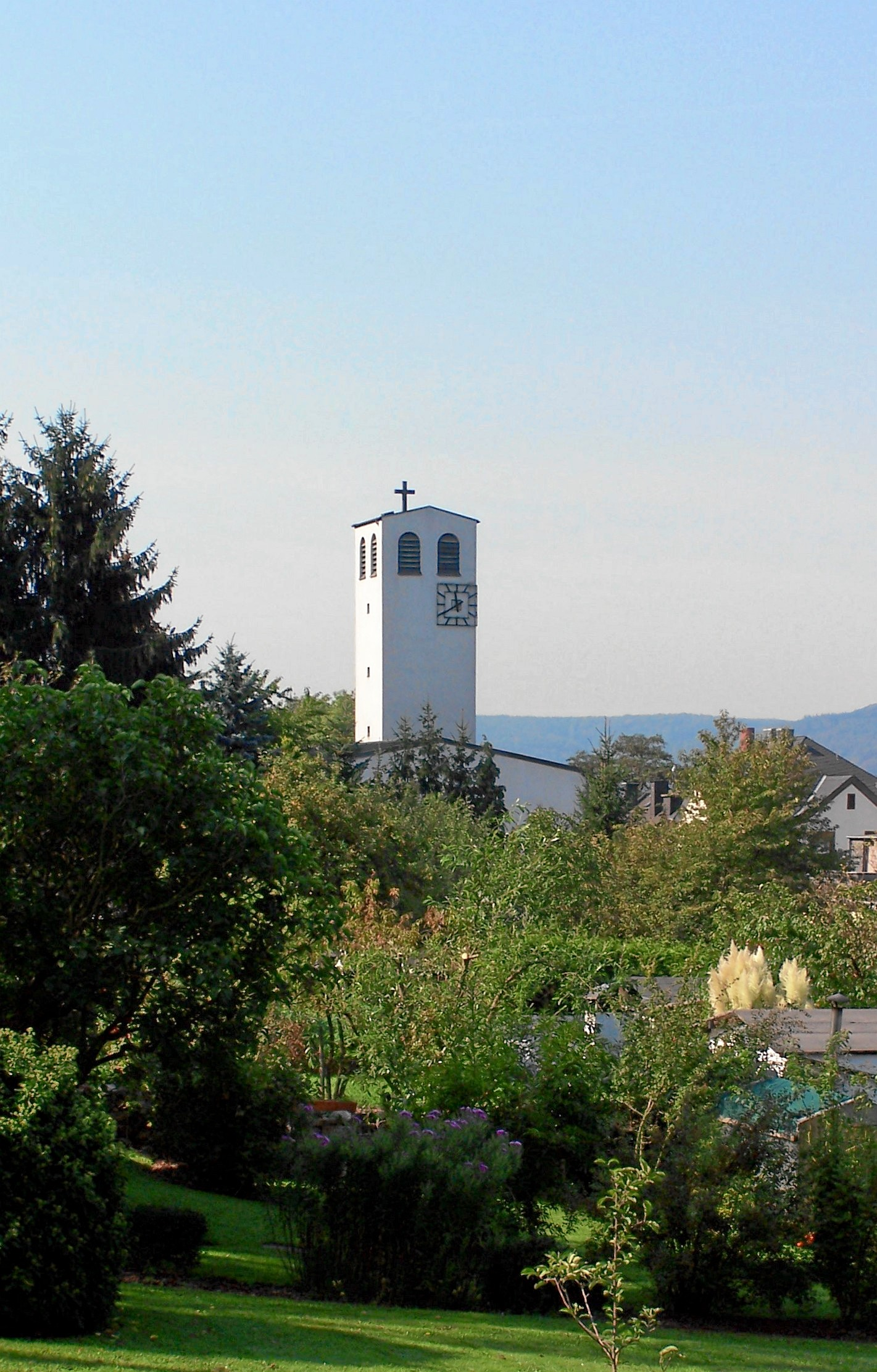
Pfarrkirche St. Bonifatius vom Kobusweg aus gesehen
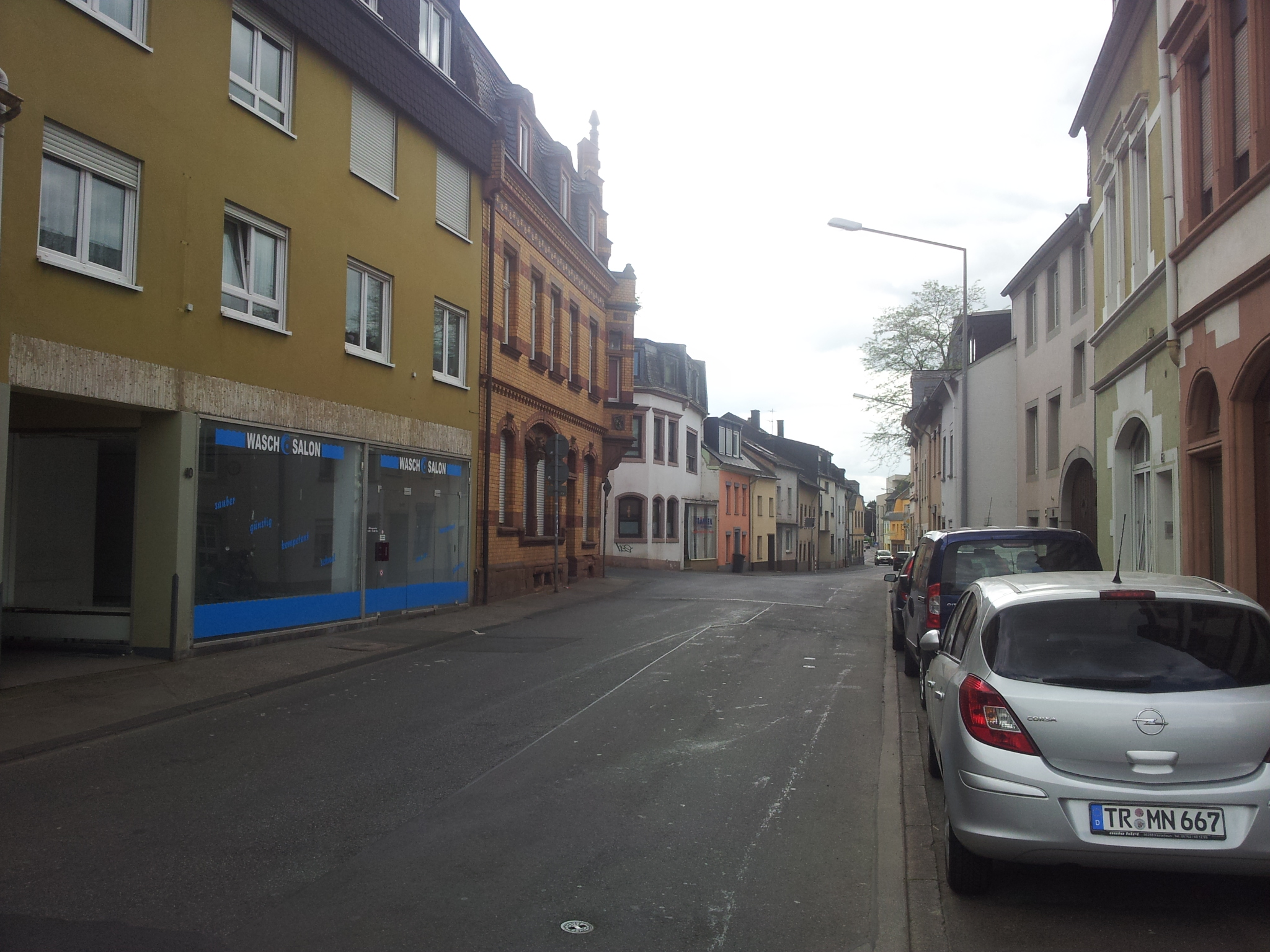
Die im unteren Teil sehr enge Domänenstraße ist die Hauptstraße von Alt-Kürenz
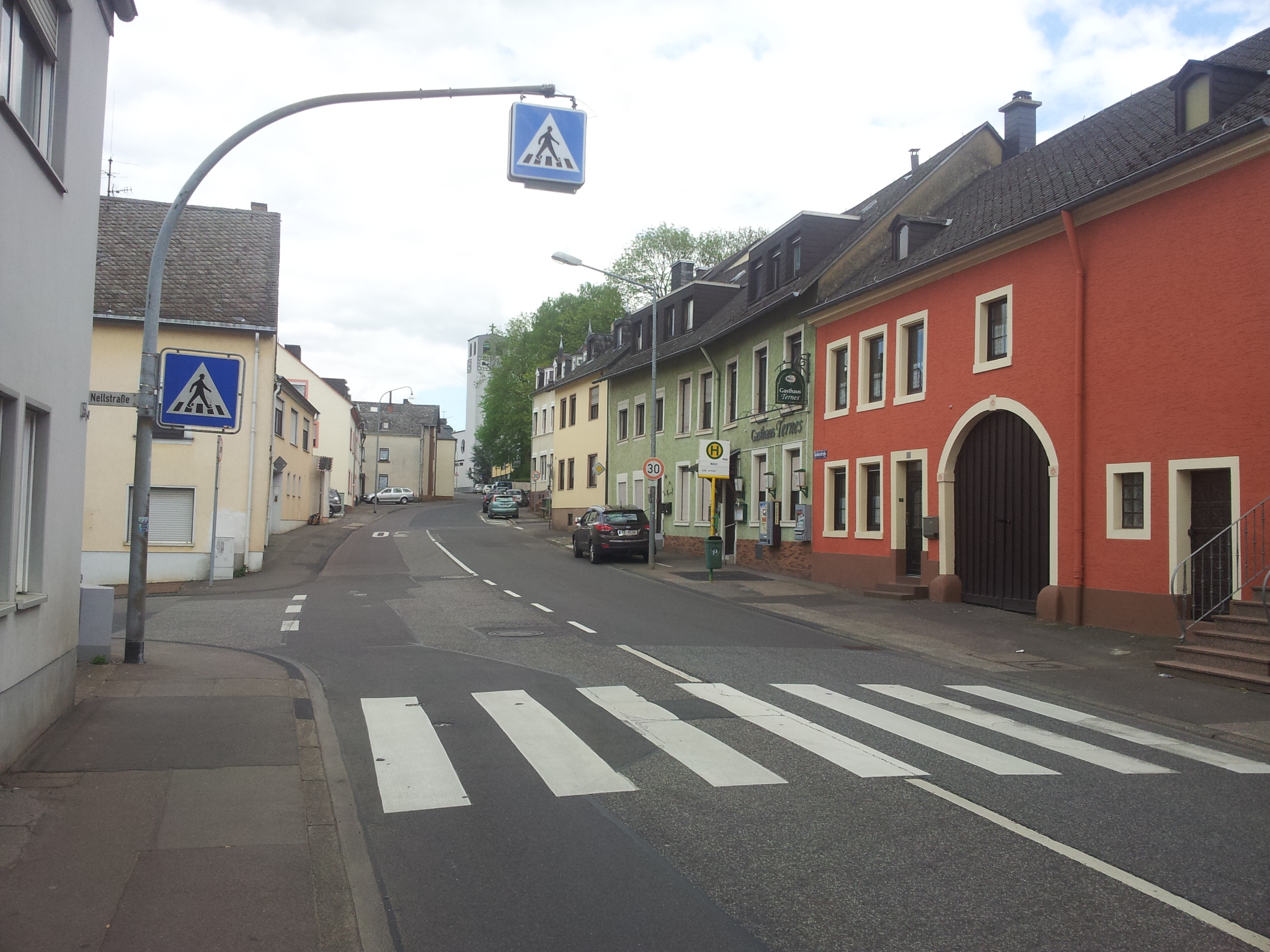
Ein altes Bauernhaus in der Domänenstraße
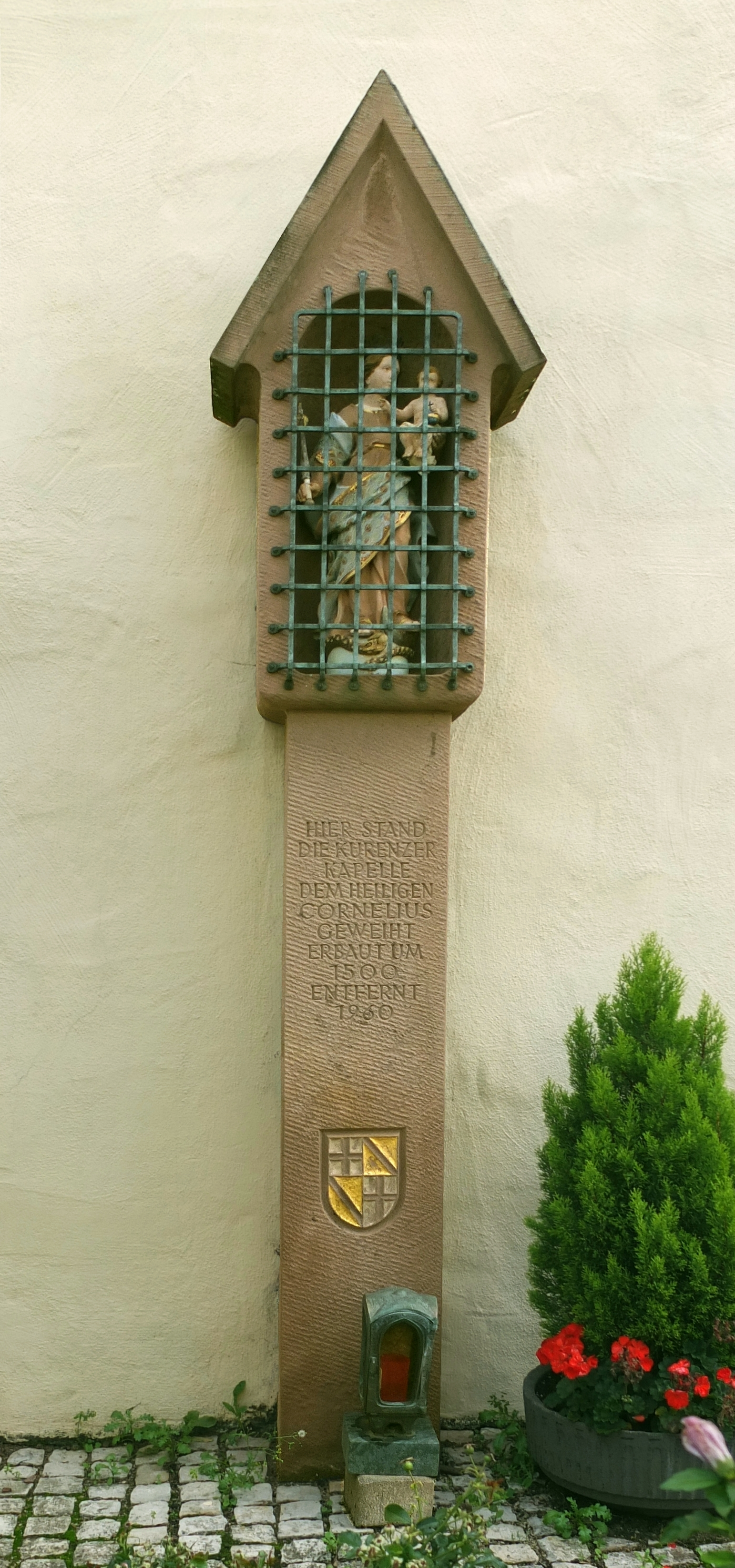
Der Cornelius-Bildstock in der Brunnenstraße in Alt-Kürenz
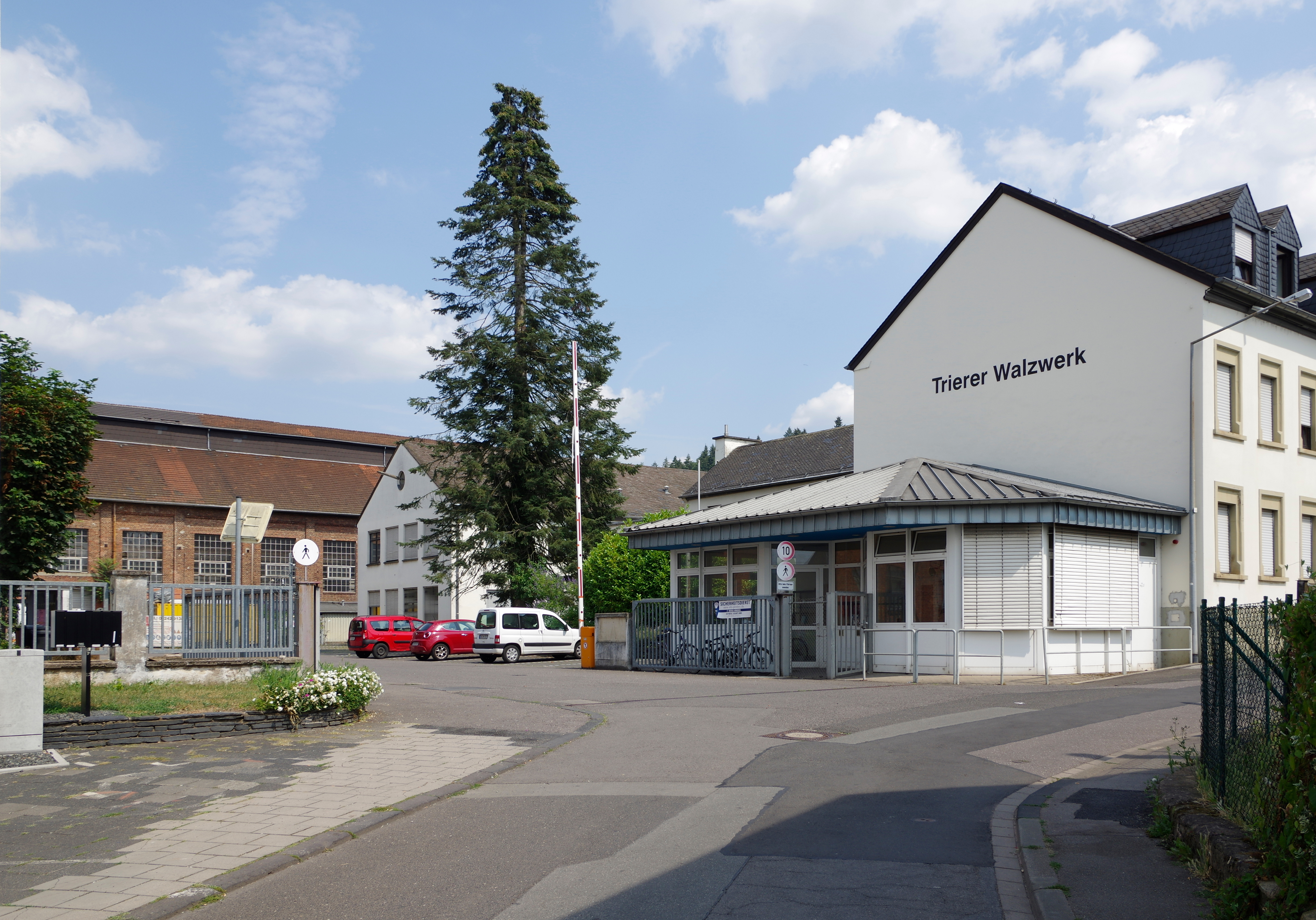
Gelände des früheren Trierer Walzwerks von der Brühlstraße aus gesehen
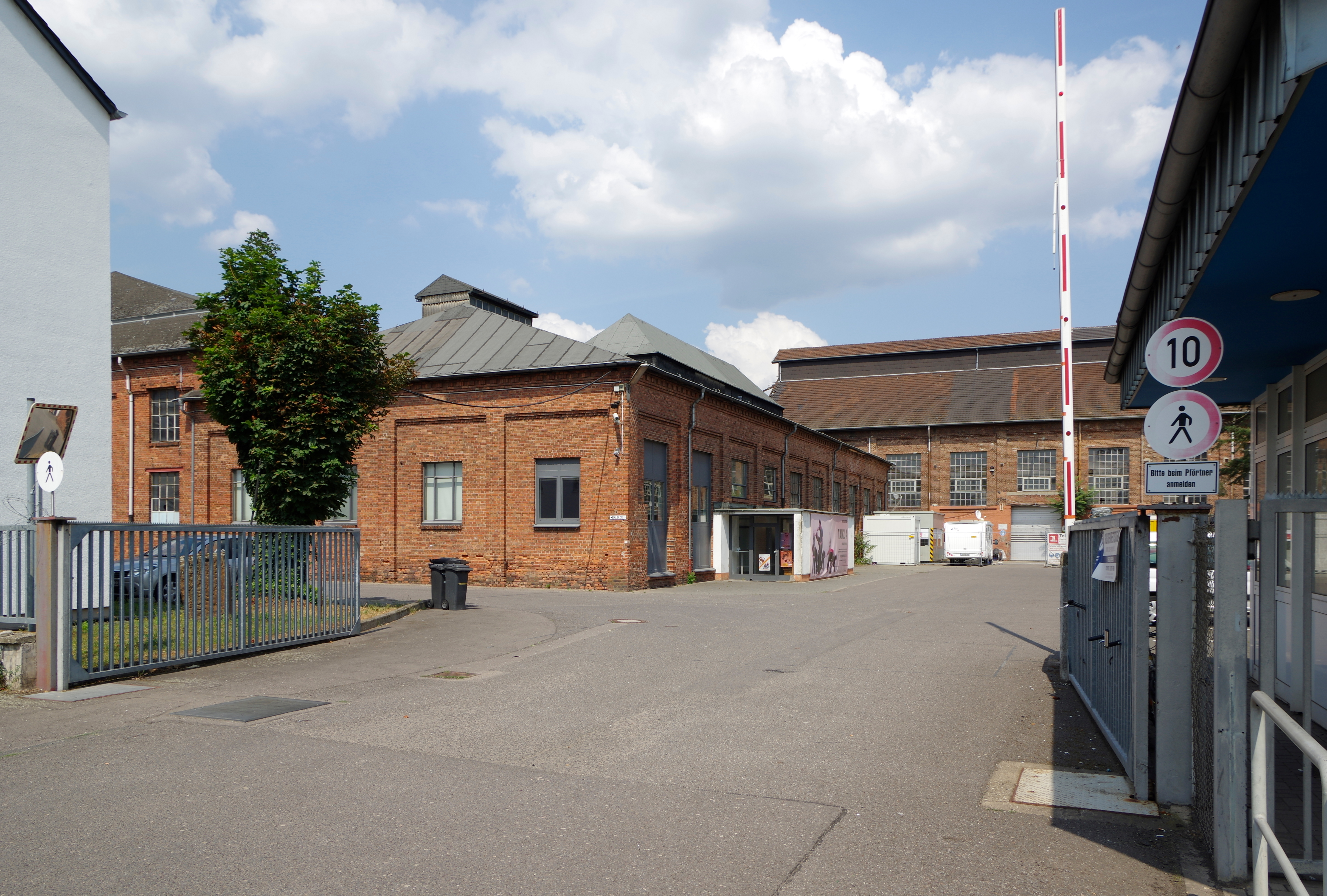
Gelände des früheren Walzwerks von der Brühlstraße aus gesehen

## Politik
- CDU: 4
- SPD: 3
- Grüne: 3
- Linke: 2
- WG: 2
- FDP: 1

### Ortsbeirat
Für den Ortsteil Kürenz wurde ein Ortsbezirk gebildet. Dem Ortsbeirat gehören 15 Beiratsmitglieder an, den Vorsitz im Ortsbeirat führt die direkt gewählte Ortsvorsteherin.
Nach der Ortsbeiratswahl 2024 ist die CDU stärkste Kraft mit vier Sitzen, danach folgen SPD und Bündnis 90/Die Grünen mit je drei Sitzen. Jeweils zwei Sitze konnten Die Linke und die Wählergruppe "Unser Kürenz" erringen. Die FDP erhielt einen Sitz.
Für weitere Informationen und historische Daten siehe die Ergebnisse der Kommunalwahlen in Trier.

### Ortsvorsteher
Hasmik Garanian (SPD) wurde am 11. Juli 2024 Ortsvorsteherin von Kürenz.  Am 9. Juni 2024 war sie bei den Trierer Kommunalwahlen gewählt worden. Sie setzte sich mit 74,4 % gegen den Mitbewerber durch.
Bis 2019 war Bernd Michels (CDU) Ortsvorsteher. 2019 wurde Ole Seidel (Grüne) zu seinem Nachfolger gewählt. In einer Stichwahl am 16. Juni setzte er sich mit einem Stimmenanteil von 54,43 % gegen den bisherigen Amtsinhaber durch, nachdem bei der Direktwahl am 26. Mai 2019 keiner der ursprünglich fünf Kandidaten die notwendige Mehrheit erreicht hatte.

## Kultur
Im Jahr 2005 wurden in Alt-Kürenz zur Erinnerung an das Schicksal derer, die von den Nationalsozialisten deportiert und ermordet wurden, Stolpersteine in die Bürgersteige vor deren einstigen Häusern eingelassen.
Das „Nationalgetränk“ der Kürenzer war noch bis in die 1950er- und 1960er-Jahre hinein der sogenannte Kürenzer Birnenviez (in Mundart oder Moselfränkisch „Kierenzer Biereviez“ genannt).

## Infrastruktur

### Verkehr
Hauptverkehrsadern des Bezirks sind die Straßen „Im Avelertal“, „Domänenstraße“, „Kohlenstraße“ und die „Avelsbacher Straße“. Bedingt durch seine Lage zwischen Innenstadt und den Höhenstadtteilen sowie der Universität ist Kürenz einer der meist frequentierten Bezirke der Stadt. Bebauungsaktionen auf dem Petrisberg haben den Durchgangsverkehr erneut verstärkt. Bewohner, besonders entlang der Hauptstraßen, beklagen sich über sinkende Lebensqualität und fordern neue Lösungen. Eine potentielle Möglichkeit ist die Verbindung Metternichstraße — Aveler Tal.
Die städtischen Buslinien 3, 13 und 73 sowie abends und am Wochenende die Linie 83, verkehren zwischen der Trierer Innenstadt und den Höhenstadtteilen. Die Linie 4 und 14 erschließen über die Sickingenstraße das Plateau.

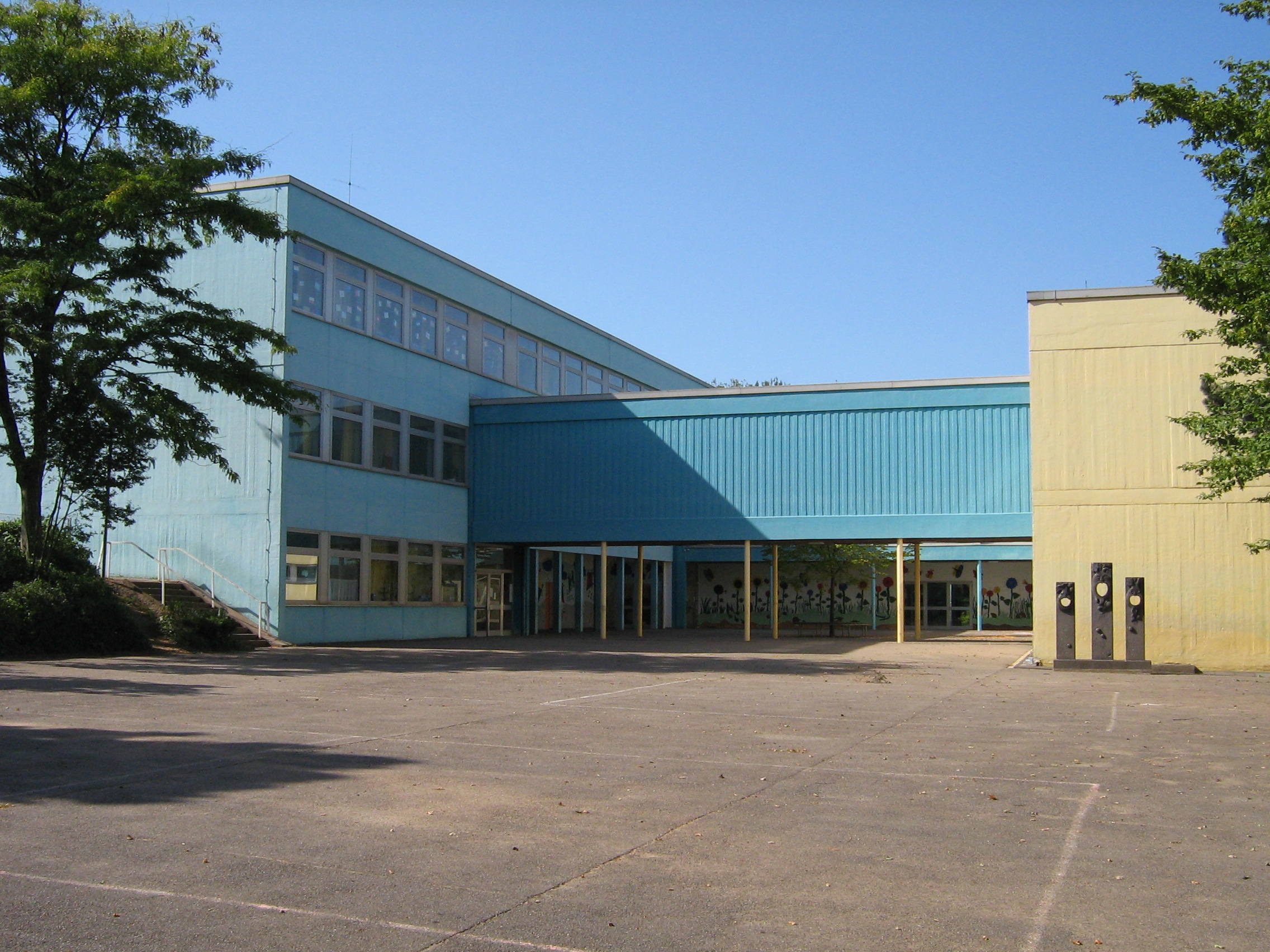
Keune-Grundschule

### Bildung
Es gibt eine Grundschule, die Keune-Grundschule am Weidengraben, wo sich angrenzend auch ein Bewohnerzentrum, ein Hort und ein Kindergarten befinden. Die Grundschule in der Soterstraße in Alt-Kürenz wurde mit Beginn des Schuljahres 2013/2014 zunächst geschlossen und kurz darauf wieder als Ausweichschule für Schüler der wg. Schimmel geschlossenen Egbert-Schule im benachbarten Stadtteil Trier Ost/Gartenfeld geöffnet. Kinder aus Kürenz werden seit der Schließung in der Grundschule Ambrosius in Trier-Nord unterrichtet.